# Thăm dò Sao Diêm Vương
Việc thăm dò Sao Diêm Vương bắt đầu với sự ghé thăm của tàu thăm dò New Horizons vào tháng 7 năm 2015, mặc dù những đề xuất cho một nhiệm vụ như thế đã được nghiên cứu trong nhiều thập kỷ. Thế nhưng không có kế hoạch nào cho một nhiệm vụ tiếp theo, mặc dù các ý tưởng theo sau đã được nghiên cứu.

## New Horizons
Sau một cuộc chiến chính trị căng thẳng, nhiệm vụ tới Sao Diêm Vương được duyệt lại mang tên New Horizons được cấp quỹ từ chính phủ Mỹ vào năm 2003. New Horizons được phóng thành công vào 19 tháng 1 năm 2006. Trưởng nhiệm vụ, S. Alan Stern, xác nhận rằng một chút tro của Clyde Tombaugh, người qua đời vào năm 1997, đã được đặt trên con tàu vũ trụ.

Hình ảnh đầu tiên của Sao Diêm Vương từ New Horizons vào năm 2006

New Horizons chụp được bức ảnh (từ xa) đầu tiên của Sao Diêm Vương vào cuối tháng 9 năm 2006, trong một cuộc kiểm tra Long Range Reconnaissance Imager. Các bức ảnh, chụp từ khoảng cách xấp xỉ 4,2 tỉ kilomet, xác nhận khả năng lần theo các đối tượng ở xa của con tàu vũ trụ, thứ tối cần thiết cho việc chuyển động về phía Sao Diêm Vương và các thiên thể trong Vành đai Kuiper khác. Vào đầu năm 2007, con tàu vụ trụ tận dụng một sự gravity assist từ Jupiter.
Vào ngày 4 tháng 2 năm 2015, NASA tung ra những bức ảnh mới của Sao Diêm Vương (chụp ngày 25 và 27 tháng 1) từ con tàu thăm dò đang tiếp cận. New Horizons cách Sao Diêm Vương hơn 203.000.000 km (126.000.000 mi) khi nó bắt đầu chụp ảnh, trong đó cho thấy Sao Diêm Vương và vệ tinh lớn nhất của nó, Charon. Vào 20 tháng 3 năm 2015, NASA đã mời công chúng gợi ý tên cho các đặc điểm bề mặt mà sẽ được khám phá trên Sao Diêm Vương và Charon. Vào ngày 15 tháng 4 năm 2015, Sao Diêm Vương được chụp cùng với thứ có khả năng là đỉnh cực.